# Ranzo
Ranzo (im Ligurischen: Rànso) ist eine norditalienische Gemeinde mit 568 Einwohnern (Stand 31. Dezember 2024) in der Region Ligurien, politisch gehört sie zur Provinz Imperia.

## Geographie
Ranzo gehört zu der Comunità Montana Alta Valle Arroscia und ist circa 30 Kilometer von der Provinzhauptstadt Imperia entfernt.
Nach der italienischen Klassifizierung bezüglich seismischer Aktivität wurde die Gemeinde der Zone 3 zugeordnet. Das bedeutet, dass sich Ranzo in einer seismisch wenig aktiven Zone befindet.
Ranzo ist der Endpunkt einer spektakulären Panoramastraße, die von der Ortschaft Vezzano hinaufführt. Zum Teil in den Fels hineingehauen, sind vor allem die letzten 4 Kilometer mit großartigen Ausblicken (bis zum 35 km entfernten Gardasee) garniert. Für Radfahrer ist diese Strecke mit maximal 7 % Steigung ein Muss.

## Klima
Die Gemeinde wird unter Klimakategorie E klassifiziert, da die Gradtagzahl einen Wert von 2103 besitzt. Das heißt, die in Italien gesetzlich geregelte Heizperiode liegt zwischen dem 15. Oktober und dem 15. April für jeweils 14 Stunden pro Tag.